# Nicha Lertpitaksinchai
Errore Lua in Modulo:Conversione alla linea 59: unità di misura incompatibili: length e weight.
Nicha Lertpitaksinchai (Bangkok, 14 agosto 1991) è un'ex tennista thailandese.

## Biografia
Ha vinto 2 titoli nel singolare e 15 titolo nel doppio nel circuito ITF in carriera. Ha raggiunto la sua migliore posizione nel singolare WTA, nr 280, il 24 ottobre 2016; il 21 aprile 2014 ha raggiunto il miglior piazzamento mondiale nel doppio, nr 144.
Ha fatto parte della squadra thailandese di Fed Cup dal 2011 al 2018 ottenendo un totale di cinque successi e sette sconfitte.

## Circuito WTA 125

### Doppio

#### Sconfitte (1)
| N. | Data              | Torneo                             | Superficie | Compagna      | Avversarie in finale         | Punteggio |
| 1. | 11 settembre 2016 | Dalian Women's Tennis Open, Dalian | Cemento    | Jessy Rompies | Lee Ya-hsuan Kotomi Takahata | 2-6, 1-6  |